# Severus Ekberg
Severus Immanuel Ekberg, född den 22 oktober 1845 i Malmö, död den 4 april 1908 i Kristianstad, var en svensk läkare. Han var far till Seve Ekberg.
Ekberg blev student vid Lunds universitet 1863. Han avlade medicine kandidatexamen där 1872 och medicine licentiatexamen vid Karolinska institutet i Stockholm 1886. Ekberg blev praktiserande läkare i Kristianstad sistnämnda år. 1888 sökte han stadsläkarbefattningen i Kristianstad. Han satt i styrelsen för badhusbolaget tillsammans med stadsläkaren T Falck. Sin praktik hade han i grosshandlare Mårten Perhssons hus på Västra Boulevarden från augusti 1886. Helgfria torsdagar tog han emot patienter i Åhus.